# 铺路鹰直升机
西科斯基MH-60G/HH-60G铺路鹰（英語：Pave Hawk）與HH-60W快樂巨人II，是美国空军一型双涡轮轴发动机、单旋翼直升机。为UH-60黑鹰直升机的衍生型号，升级了美国空军的铺路（PAVE，即精密航空电子矢量设备）电子系统，可执行全天候作业。其中MH-60G铺路鹰主要用于特種作戰人员的机降和回收，HH-60G铺路鹰主要用于战斗搜索和救援。HH-60G铺路鹰在和平时期还可用于各类民事搜救行动。

## 设计与开发
1981年，美国空军选定了UH-60A黑鹰直升机来作为HH-3E快乐巨人的替换机型。空军对UH-60A进行了一些改装，加装了空中加油探头，机舱内加装副油箱，从M60通用機槍改成XM218重機槍，这些空军改装版被成为“可信鹰”（Credible Hawks），于1987年服役。
在这之后，可信鹰和新的UH-60A黑鹰经历了改装升级。其中82架进行了一步升级，用于用于战斗搜救，另有16架获得了额外设备，进行了两步升级，用于特种部队使用。1991年，这些战斗搜救型被命名为HH-60G。.
所有HH-60G都装有自动飞行控制系统、夜視鏡、前视红外系统，极大地增强了夜间低空作业能力。此外，一些铺路鹰拥有彩色气象雷达和发动机/转子叶片防冰系统，使其具备全天候飞行能力。HH-60G的装备有伸缩式的空中加油探头、机舱内副油箱、左右各一挺舱门机枪、承重3600公斤的货物钩。所有的HH-60G皆为折叠式旋翼桨叶。
在作战系统方面，其装有雷达预警接收器、红外线反制系统、热诱饵弹和干扰箔。在搜救方面，装有轻型机载回收系统（LARS）、绳索起重系统（可从60米悬停高度提起270公斤的负载）。许多铺路鹰还配备了超视距战术数据接收器，能够接收近乎实时的任务更新信息。
從2020年代開始，美國空軍的HH/MH-60G鋪路鷹正在被新型HH-60W快樂巨人II（Jolly Green II）汰換，這兩種型號目前都在運行。

## 用户国
大韓民國
- 大韩民国空军：HH-60P型[7]

 美国
- 美国空军[7]
  - 美国空军空战司令部(ACC)
    - 美国空军第57联队（英语：57th Wing）
      - 美国空军第34武器中队（英语：34th Weapons Squadron）

    - 美国空军第23联队（英语：23rd Wing）
      - 美国空军第38救援中队（英语：38th Rescue Squadron）
      - 美国空军第41救援中队（英语：41st Rescue Squadron）[8]

    - 美国空军第355联队（英语：355th Wing）
      - 美国空军第55救援中队（英语：55th Rescue Squadron）[9]
      - 美国空军第66救援中队（英语：66th Rescue Squadron）[10]

- - 美国空军装备司令部(AFMC)
    - 美国空军第96测试联队（英语：96th Test Wing）
      - 美国空军第413飞行测试中队（英语：413th Flight Test Squadron）[11]

- - 美国空军教育训练司令部(AETC)
    - 美国空军第58特种作战联队（英语：58th Special Operations Wing）
      - 美国空军第512救援中队（英语：512th Rescue Squadron）[12]

- - 美国太平洋空军(PACAF)
    - 美国空军第18联队（英语：18th Wing）
      - 美国空军第33救援中队（英语：33d Rescue Squadron）[13]

- - 美国驻欧非空军(USAFE)
    - 第48战斗机联队（英语：48th Fighter Wing）
      - 美国空军第56救援中队（英语：56th Rescue Squadron）[14]

- - 美国空军预备役司令部(AFRC)
    - 美国空军第920救援联队（英语：920th Rescue Wing）
      - 美国空军第301救援中队（英语：301st Rescue Squadron）[15]
      - 美国空军第305救援中队（英语：305th Rescue Squadron）[16]

- - 美国空军国民警卫队(ANG)
  - 纽约空军国民警卫队（英语：New York Air National Guard）
    - 美国空军国民警卫队第106救援联队（英语：106th Rescue Wing）
      - 美国空军国民警卫队第101救援中队（英语：101st Rescue Squadron）[17]

  - 加州空军国民警卫队
    - 美国空军国民警卫队第129救援联队（英语：129th Rescue Wing）
      - 美国空军国民警卫队第129救援中队（英语：129th Rescue Squadron）[18]

  - 新墨西哥国民警卫队（英语：New Mexico Air National Guard）
    - 美国空军国民警卫队第150特种作战联队（英语：150th Special Operations Wing）
      - 美国空军国民警卫队第188救援中队（英语：188th Rescue Squadron）

  - 阿拉斯加空军国民警卫队（英语：Alaska Air National Guard）
    - 美国空军国民警卫队第176联队（英语：176th Wing）
      - 美国空军国民警卫队第210救援中队（英语：210th Rescue Squadron）[19]

## 性能诸元
参考资料：USAF 2008 Almanac USAF fact sheet,
基本信息
- 机组：4（两名飞行员，另两人为任务特定成员/舱门机枪手）
- 長度：64英尺10英寸（19.76）
- 高度：16英尺8英寸（5.08）
- 空重：16,000磅（7,257）
- 最大起飛重量：22,000磅（9,979）
- 发动机：2台General Electric T700-GE-700 / -701C渦輪軸發動機，每台1,940匹軸馬力（1,450千瓦特）
- 主旋翼直徑：52英尺8英寸（16.05）

性能
- 最大速度：193節（222英里每小時；357每小時）
- 巡航速度：159節（183英里每小時；294每小時）
- 航程：324海里（373英里；600）
- 转场航程：441海里（507英里；817）
- 升限：14,000英尺（4,300）

武器

- 2 × 7.62毫米迷你砲機槍 或
- 2 × 12.7毫米GAU-18/A机枪

## 图片集

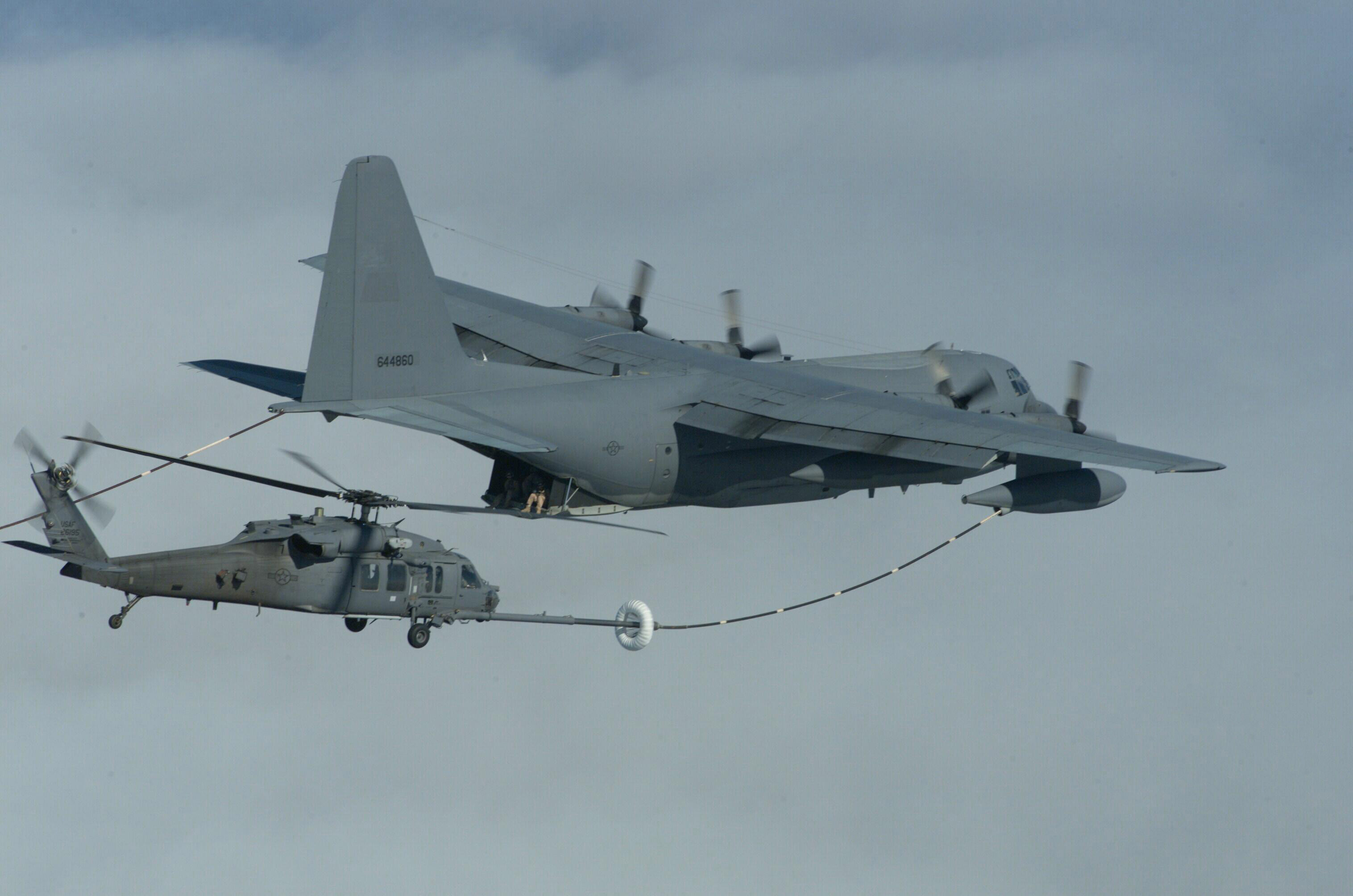
空中加油
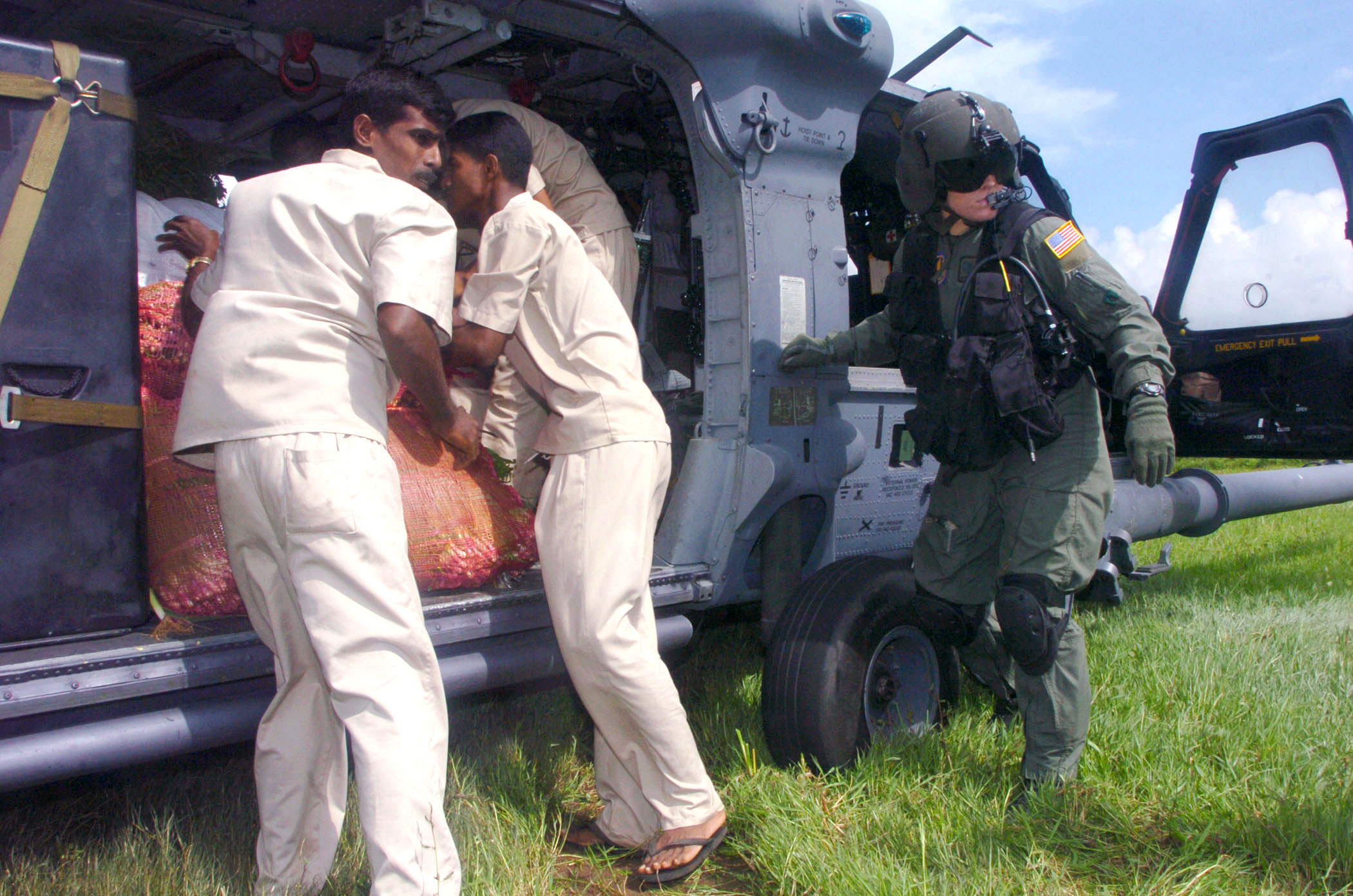
2004年印度洋大地震后，在斯里兰卡卸下蔬菜
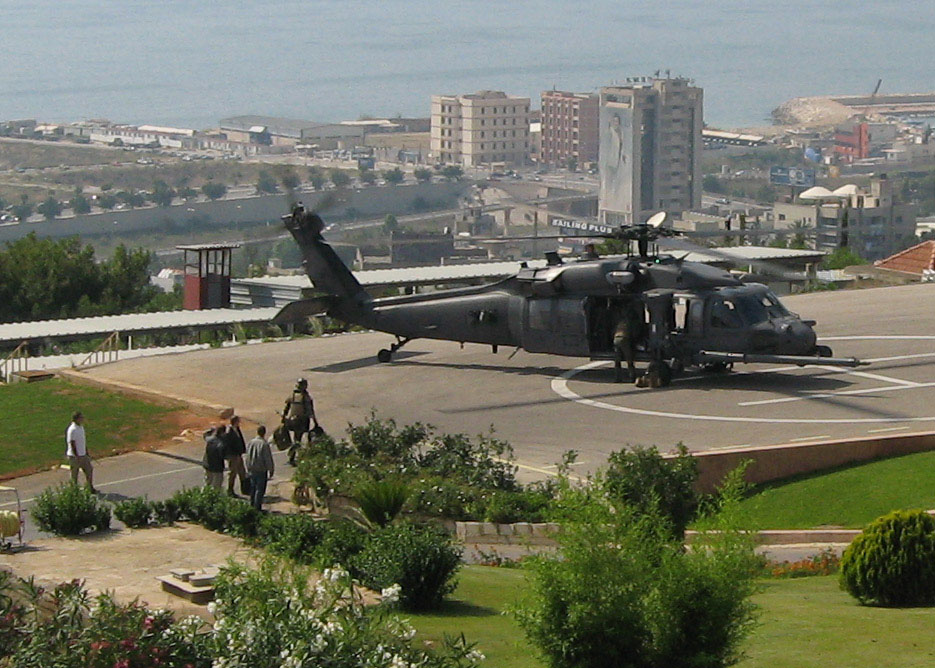
2008年在美国驻贝鲁特大使馆
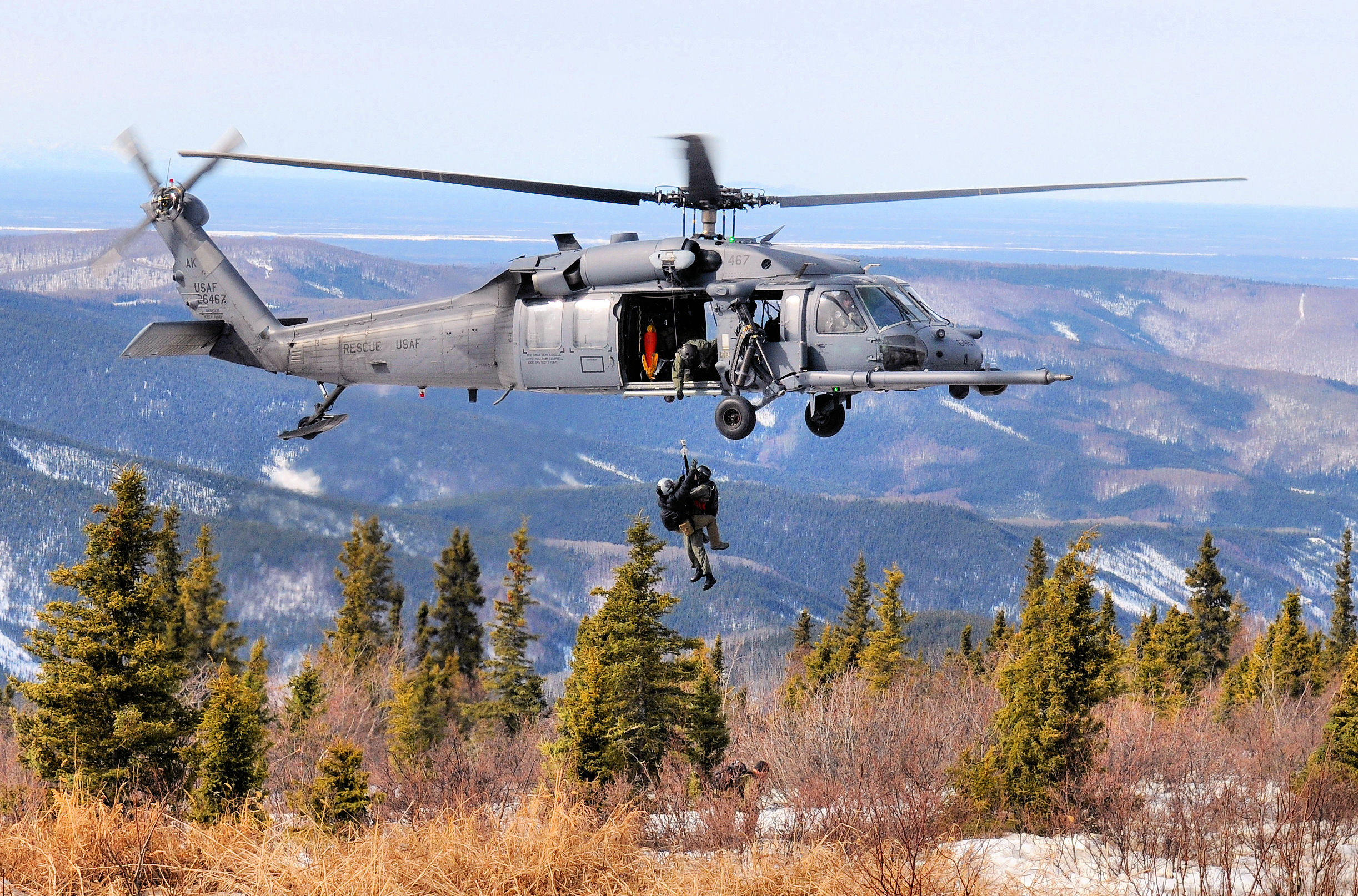
演习中模拟营救被击落的飞行员